# Minneapolism
Minneapolism (sottotitolato Live - The Last Tour) è un album dal vivo del gruppo musicale statunitense Babes in Toyland, pubblicato nel 2001.

## Tracce
1. Bruise Violet
2. Swamp Pussy
3. Vomit Heart
4. Oh Yeah
5. Handsome & Gretel
6. Won't Tell
7. Drivin'
8. Ripe
9. Dust Cake Boy
10. Ariel
11. Bluebell
12. He's My Thing
13. Middle Man
14. Memory
15. Spun
16. Spit to See the Shine
17. Sweet '69

## Formazione
- Kat Bjelland - chitarra, voce
- Lori Barbero - batteria, voce (tracce 7 e 13)
- Jessie Farmer - basso